# Општина Ормож
Општина Ормож (словен. Ormož) је једна од општина Подравске регије у држави Словенији. Седиште општине је истоимени град Ормож.

## Природне одлике
Рељеф: Општина Ормож налази се у источном делу Словеније, у словеначком делу Штајерске. Јужна и источна граница општине је истоврено и државна граница са Хрватском. Подручје општине је прелазно подручје између бреговите области Словенских Горица и равничарске долине реке Драве.
Клима: У општини влада умерено континентална клима.
Воде: Најважнији водоток у општини је Драва, која је и граница према Хрватском. Такође, општина је најниже постављена словеначка општина на реци Драви. Сви остали водотоци су мали и притоке су Драве. Од њих битна је једино речица Песница, која се наподручју општине улива у Драву.

## Становништво
Општина Ормож је средње густо насељена.

## Насеља општине
| - Бресница - Величане - Велика Недеља - Велики Бребровник - Вичанци - Вински Врх - Витан - Водранци - Вузметинци - Гомила при Когу - Добрава - Добровшчак - Дракшл - Жеровинци - Жваб | - Засавци - Ивањковци - Јастребци - Кајжар - Ког - Крчевина - Лачавес - Лахонци - Лешница - Лешнишки Врх - Либања - Литмерк - Лопершице - Луновец - Мали Бребровник | - Михаловци - Миховци при Велики Недељи - Миклавж при Орможу - Ормож - Ослушевци - Павловци - Павловски Врх - Подгорци - Прецлава - Пушенци - Ритмерк - Рунеч - Светиње - Сенешци - Содинци | - Сподњи Кључаровци - Становно - Стрезетина - Стрјанци - Стрмец при Орможу - Трговишче - Трстеник - Франковци - Хајндл - Хардек - Херманци - Хујбар - Хум при Орможу - Церовец Станка Враза - Цветковци - Шардиње |  |